# Samsung Galaxy A26 5G
Samsung Galaxy A26 5G — смартфон середньо-бюджетного рівня, розроблений Samsung Electronics, що входить до серії Galaxy A. Був анонсований 2 березня 2025 року на Mobile World Congress в Барселоні разом із Samsung Galaxy A36 5G та Samsung Galaxy A56 5G.
27 червня 2025 року Samsung представила Samsung Galaxy M36 5G, який в основному відрізняється від Galaxy A26 5G дизайном та відсутністю ступеню захисту IP. 19 липня 2025 року був представлений Samsung Galaxy F36 5G, що відрізняється від Galaxy M36 5G задньою панеллю.

## Дизайн
Передня панель всіх моделей виконана зі скла Corning Gorilla Glass Victus+, а рамка — з матового пластику. Задня панель Galaxy A26 5G та Galaxy M36 5G виконана зі скла Corning Gorilla Glass Victus+, а в Galaxy F36 5G — з еко-шкіри.
В Galaxy A26 5G присутній захист від вологи та пилу по стандарту IP67.
Як і Galaxy A36 5G та Galaxy A56 5G, Galaxy A26 5G отримав овальний вертикальний острівець камери. В Galaxy F36 5G/M36 5G, подібно до Galaxy M16 5G/F16 5G та Galaxy M56 5G/F56 5G третій об'єктив камери є відділений в острівці від двох інших об'єктивів.
Знизу знаходяться 2 мікрофони в Galaxy A26 5G або 1 мікрофон в Galaxy F36 5G/M36 5G, USB-C та динамік, зверху — додатковий мікрофон, зліва — залежно від моделі Galaxy A26 5G лоток під 1 SIM-картку або 2 SIM-картки і карту пам'яті або тільки під  2 SIM-картки і карту пам'яті в Galaxy F36 5G/M36 5G, а З справа — гойдалка регулювання гучності та блокування, в яку вбудований сканер відбитків пальців. В смартфонах відсутній 3,5 мм аудіороз'єм.
Galaxy A26 5G продається в наступних кольорах:
| Galaxy A26 5G | Galaxy A26 5G      | Galaxy F36 5G | Galaxy F36 5G | Galaxy M36 5G | Galaxy M36 5G |
| Колір         | Назва              | Колір         | Назва         | Колір         | Назва         |
| ------------- | ------------------ | ------------- | ------------- | ------------- | ------------- |
|               | Чорний             |               | Onyx Black    |               | Velvet Black  |
|               | М'ятний            |               | Luxe Violet   |               | Serene Green  |
|               | Білий              |               | Coral Red     |               | Haze Orange   |
|               | Персиковий рожевий |               |               |               |               |

## Технічні характеристики

### Апаратне забезпечення
Модель Samsung Galaxy A26 5G для глобального ринку, Galaxy F36 5G та Galaxy M36 5G отримали систему на кристалі Samsung Exynos 1380, що також встановлена в Samsung Galaxy A54 5G, Samsung Galaxy A35 5G та Samsung Galaxy M35 5G. Натомість модель Galaxy A26 5G для ринку Латинської Америки отримала Exynos 1280, який також використовується в Samsung Galaxy A25 5G. Galaxy A26 5G продається в конфігураціях 4/128, 6/128, 8/128, 6/256 ГБ та 8/256 ГБ, а Galaxy F36 5G та Galaxy M36 5G — 6/128, 8/128 та 8/256 ГБ. В Україні Galaxy A26 5G офіційно доступний тільки в конфігурації 6/128 та 8/256 ГБ. Об'єм сховища можна розширити за допомогою карти пам'яті формату microSD до 2 ТБ.
Акумуляторна батарея отримала об'єм 5000 мА·год та підтримку швидкої зарядки потужністю 25 Вт.
Пристрої мають 6,7-дюймовий екран Infinity-U (з U-подібним вирізом) типу Super AMOLED з роздільною здатністю Full HD+ (2340 × 1080), щільністю пікселів 385 ppi, співвідношенням сторін 19,5:9 та частотою оновлення 120 Гц.
Смартфони отримали основну потрійну камеру із ширококутним об'єктивом на 50 Мп з діафрагмою f/1.8, фазовим автофокусом та оптичною стабілізацією зображення, надширококутним об'єктивом на 8 Мп з діафрагмою f/2.2 та кутом огляду 120° і макрооб'єктивом на 2 Мп з діафрагмою f/2.4 (макро) та передню ширококутну камеру на 13 Мп з діафрагмою f/2.2. Основна камера вміє записувати відео в роздільній здатності 4K@30fps, а фронтальна — в 1080p@30fps.

### Програмне забезпечення
Смартфони були випущені на One UI 7.0 на базі Android 15. Пристрої отримаюьб 6 оновлень операційної системи та 6 років оновлення системи безпеки.
Galaxy A26 5G також має певні функції Galaxy AI, включаючи «Обвести й знайти» (англ. Circle to Search) від Google, яка дозволяє шукати обведений на екрані користувачем об'єкт, більш просунуте видалення об'єктів на фото та фільтри для фотографій. Функція «Обвести й знайти» також доступна на Galaxy F36 5G та Galaxy M36 5G.